# Horia Sima
Horia Sima (3. července 1907 (někdy se uvádí 1906) Mândra v Sedmihradsku – 25. května 1993 Madrid) byl rumunský krajně pravicový politik. Od roku 1938 byl vůdcem fašistické a antisemitské organizace Železná garda. Od července do září 1940 byl ministrem kultury a kultu ve vládě Iona Gigurta. Po nucené abdikaci krále Karla II. Sima spolu s generálem Ionem Antonescem založili diktaturu tzv. „Národního legionářského státu“, ve kterém Sima od září 1940 do ledna 1941 působil jako vicepremiér.

## Život
Během své krátké vládní účasti provedla Železná garda vedená Simou v Rumunsku četné politické vraždy a protižidovské pogromy. Po potlačení lednového puče Železné gardy v roce 1941 Sima uprchl do vyhnanství v Německu, kde se od prosince 1944 do května 1945 stal předsedou pronacistické rumunské stínové vlády. Po válce uprchl do Španělska, odkud si udržel vliv na pravicový rumunský exil, zatímco ve vlasti byl v nepřítomnosti odsouzen k smrti.